# Poenopsis
Poenopsis là một chi bướm đêm thuộc họ Erebidae.